# Europsko prvenstvo u nogometu
UEFA Europsko prvenstvo u nogometu (često zvano UEFA Euro) je glavno nogometno natjecanje država članica UEFA-e. Održava se svake četiri godine od 1960. godine. Izvorno se zvao Kup europskih nacija (eng. European Nations Cup), a natjecanje je 1968. godine preimenovano u Europsko nogometno prvenstvo (eng. European Football Championship).
Sudionici završnog turnira su momčadi koje prođu izlučnu fazu natjecanja. Od 1980., osam momčadi nastupaju u završnici, a od 1996. godine 16 reprezentacija igra u natjecanju. Momčadi koje nastupaju se biraju pomoću kvalifikacija; 1960. i 1964. godine je se biralo pomoću razigravanja; od 1968. pomoću kvalifikacija. Zemlja domaćin ulazi izravno u završnicu natjecanja.
SSSR je prvi pobjednik natjecanja; nogometna reprezentacija Španjolske su najuspješnija reprezentacija UEFA EP-a.
Hrvatska je prvi puta nastupila na Europskom prvenstvu 1996. godine u Engleskoj.
Izmjenama pravila dopušteno je da više zemalja bude domaćin prvenstva, pa su tako Belgija i Nizozemska bili prvi dvojni domaćini prvenstva, 2000. godine. Također, Austrija i Švicarska su bili domaćini prvenstva 2008. godine te Poljska i Ukrajina 2012. godine. Europsko prvenstvo 2020. održalo se na prostoru 12 država diljem cijele Europe, a finale se održalo na stadionu Wembley u Londonu. Tim europskim prvenstvom, nekadašnji predsjednik UEFA-e Michel Platini želio je za obilježiti 60. rođendan od prvog europskog prvenstva igranog u Francuskoj 1960. godine.

## Europska prvenstva u nogometu
| Godina | Domaćin            | Finale           | Finale              | Finale           | Za treće mjesto | Za treće mjesto | Za treće mjesto  | Broj momčadi |
| Godina | Domaćin            | Pobjednik        | Rezultat            | Drugoplasirani   | Trećeplasirani  | Rezultat        | Četveroplasirani | Broj momčadi |
| ------ | ------------------ | ---------------- | ------------------- | ---------------- | --------------- | --------------- | ---------------- | ------------ |
| 1960.  | Francuska          | Sovjetski Savez  | 2:1 (pr)            | Jugoslavija      | Čehoslovačka    | 2:0             | Francuska        | 4            |
| 1964.  | Španjolska         | Španjolska       | 2:1                 | Sovjetski Savez  | Mađarska        | 3:1 (pr)        | Danska           | 4            |
| 1968.  | Italija            | Italija          | 1:1 (pr) 2:0 (pon.) | Jugoslavija      | Engleska        | 2:0             | Sovjetski Savez  | 4            |
| 1972.  | Belgija            | Zapadna Njemačka | 3:0                 | Sovjetski Savez  | Belgija         | 2:1             | Mađarska         | 4            |
| 1976.  | Jugoslavija        | Čehoslovačka     | 3:2 (11 m)          | Zapadna Njemačka | Nizozemska      | 3:2 (pr)        | Jugoslavija      | 4            |
| 1980.  | Italija            | Zapadna Njemačka | 2:1                 | Belgija          | Čehoslovačka    | 2:1 (11 m)      | Italija          | 8            |
| Godina | Domaćin            | Finale           | Finale              | Finale           | Polufinalisti   | Polufinalisti   | Polufinalisti    | Broj momčadi |
| Godina | Domaćin            | Pobjednik        | Rezultat            | Drugoplasirani   | Polufinalisti   | Polufinalisti   | Polufinalisti    | Broj momčadi |
| 1984.  | Francuska          | Francuska        | 2:0                 | Španjolska       | Danska          | Danska          | Portugal         | 8            |
| 1988   | Zapadna Njemačka   | Nizozemska       | 2:0                 | Sovjetski Savez  | Italija         | Italija         | Zapadna Njemačka | 8            |
| 1992.  | Švedska            | Danska           | 2:0                 | Njemačka         | Nizozemska      | Nizozemska      | Švedska          | 8            |
| 1996.  | Engleska           | Njemačka         | 2:1 (zg)            | Češka            | Engleska        | Engleska        | Francuska        | 16           |
| 2000.  | Belgija Nizozemska | Francuska        | 2:1 (zg)            | Italija          | Nizozemska      | Nizozemska      | Portugal         | 16           |
| 2004.  | Portugal           | Grčka            | 1:0                 | Portugal         | Češka           | Češka           | Nizozemska       | 16           |
| 2008.  | Austrija Švicarska | Španjolska       | 1:0                 | Njemačka         | Rusija          | Rusija          | Turska           | 16           |
| 2012.  | Poljska Ukrajina   | Španjolska       | 4:0                 | Italija          | Njemačka        | Njemačka        | Portugal         | 16           |
| 2016.  | Francuska          | Portugal         | 1:0 (pr)            | Francuska        | Njemačka        | Njemačka        | Wales            | 24           |
| 2020.  | Europa             | Italija          | 1:1 (pr) 3:2 (11 m) | Engleska         | Španjolska      | Španjolska      | Danska           | 24           |
| 2024.  | Njemačka           | Španjolska       | 2:1                 | Engleska         | Francuska       | Francuska       | Nizozemska       | 24           |
| 2028.  |                    |                  |                     |                  |                 |                 |                  | 24           |

## Prvaci
- Španjolska: 4 (1964., 2008., 2012., 2024.)
- Njemačka: 3 (1972., 1980., 1996.)
- Francuska: 2 (1984., 2000.)
- Italija: 2 (1968., 2020.)
- Nizozemska: 1 (1988.)
- Danska: 1 (1992.)
- Grčka: 1 (2004.)
- Portugal: 1 (2016.)
- Čehoslovačka: 1 (1976.)
- Sovjetski Savez: 1 (1960.)